# Ślubowo
Ślubowo (prononciation : [ɕluˈbɔvɔ]) est un village polonais de la gmina de Sońsk dans le powiat de Ciechanów de la voïvodie de Mazovie dans le centre-est de la Pologne.
Il se situe à environ 8 kilomètres au sud de Sońsk (siège de la gmina), 19 km au sud-est de Ciechanów (siège du powiat) et à 59 km au nord de Varsovie (capitale de la Pologne).
Le village possède approximativement une population de 250 habitants en 2006.

## Histoire
De 1975 à 1998, le village appartenait administrativement à la voïvodie de Ciechanów.